# Hrymáiliv
Hrymáiliv (ucraniano: Грима́йлів; polaco: Grzymałów; yidis: רימאלאוו Rimalov) es un asentamiento de tipo urbano de Ucrania, perteneciente al raión de Chortkiv en la óblast de Ternópil.
En 2017, el asentamiento tenía una población de 1859 habitantes. Desde 2016 es sede de un municipio con una población total de unos nueve mil quinientos habitantes, que incluye veinticuatro pueblos como pedanías.
Se ubica unos 10 km al sur de Skálat, sobre la carretera T2002 que lleva a Husiatyn. La carretera T2002 se cruza aquí con la carretera T0903, que une Terebovlia con Sataniv. Al suroeste de Hrymáiliv sale la carretera T2017, que lleva a Joróstkiv.

## Historia
Se conoce la existencia del asentamiento desde finales del siglo XVI, cuando la familia noble Ludziccy construyó aquí una fortificación. A lo largo del siglo XVII no pudo desarrollarse aquí una localidad importante, ya que el pueblo sufrió continuos ataques de los tártaros y enfrentamientos internos de la nobleza. La situación cambió a principios del siglo XVIII, cuando el área fue adquirida por Adam Mikołaj Sieniawski, uno de los principales líderes militares de la época, quien reforzó la fortificación. En 1720, Hrymáiliv pasó a ser una ciudad con el Derecho de Magdeburgo, a la que se dio licencia para organizar un mercado semanal y ocho ferias anuales. En las décadas siguientes pasó a pertenecer a las familias nobles Czartoryski y Lubomirski.
En la partición de 1772 pasó a formar parte del Imperio Habsburgo, que en 1897 abrió una línea de ferrocarril de Hrymáiliv a Velyki Birky, desmantelada en la Primera Guerra Mundial. A lo largo del siglo XIX fue una localidad en la que cuatro de cada cinco vecinos eran étnicamente ucranianos, pero con el tiempo fueron asentándose numerosos judíos, que en la Segunda República Polaca llegaron ser unos dos mil. En 1941, los invasores alemanes asesinaron a casi todos los judíos locales en campos cercanos a Viknó y Skálat,  mientras que una minoría de judíos se quedaron en Hrymáiliv haciendo trabajos forzados.
Tras la Segunda Guerra Mundial, la ciudad quedó completamente arrasada, y los restos del castillo local se usaron para construir la carretera a Terebovlia. La RSS de Ucrania rebajó su estatus de ciudad a asentamiento de tipo urbano en 1956. Aunque en 1940 había sido declarada capital de su propio raión, en 1958 se integró en el raión de Skálat, en 1962 pasó al raión de Pidvolochysk y en 1964 quedó en el raión de Husyatyn, al que perteneció hasta 2020.